# Wolfgang Sternberg
Wolfgang J. Sternberg (Wrocław, 20 de dezembro de 1887 — Nova Iorque, 23 de abril de 1953) foi um matemático teuto/estadunidense.
Trabalhou principalmente com teoria do potencial e equações integrais e suas aplicações na física matemática.